# Jucati
Jucati este un oraș în Pernambuco (PE), Brazilia.